# Старые Зеленки
Старые Зеленки (бел. Старыя Зелянкі, Старыя Зелянькі) — бывшая деревня в Руднянском сельсовете Червенском районе Минской области Беларуси, ныне включённая в черту деревни Новые Зеленки.

## Географическое положение
Расположена в 16 километрах к северо-западу от Червеня, в 77 км от Минска, в 29 км от железнодорожной станции Смолевичи линии Минск—Орша, в 0,4 км к северо-западу от окраины деревни Новые Зеленки.

## История
Согласно переписи населения Российской империи 1897 года имение Зеленки в составе Гребёнской волости Игуменского уезда Минской губернии, здесь был 1 двор, где проживали 68 человек, вблизи работал смолокурный завод. На 1908 год имение Зеленки Старые, где был 1 двор и 10 жителей. На 1917 год как самостоятельный населённый пункт не упоминается. 20 августа 1924 года деревня вошла в состав вновь образованного Гребёнского сельсовета[уточнить] Червенского района Минского округа (с 20 февраля 1938 — Минской области). На топографических картах рабоче-крестьянской Красной Армии 1920-х—1930-х указана как самостоятельная деревня, в 1920-е годы здесь было 8 дворов, в 1930-е — 7 дворов. На начало 1960-х в составе Руднянского сельсовета. Точная дата объединения Старых Зеленков с Новыми неизвестна. На топографической карте Белоруссии 2001 года (которая, однако, содержит устаревшие на то время данные) деревня отмечена как самостоятельный населённый пункт, где насчитывалось примерно 20 жителей.

## Современность
В настоящее время территория деревни Старые Зеленки представляет собой улицу Старозеленковская деревни Новые Зеленки.

## Население
- 1897 — 1 двор, 68 жителей
- 1908 — 1 двор, 10 жителей
- 1926 — 8 дворов
- 1936 — 7 дворов
- 1985 — ~20 жителей